# افرا (اوناين)
قبيلة افرا هي إحدى أقدم القبائل في جبال الأطلس الكبير الغربي ، وفي المملكة المغربية بصفة عامة . قبيلة أفرا تابعة إداريا لجماعة أوناين ، قيادة تافنكولت ، دائرة أولاد برحيل ، إقليم تارودانت ، جهة سوس ماسة. يقدر عدد سكانها بـ 10505 نسمة حسب الإحصاء الرسمي للسكان والسكنى لسنة 2004.